# Xarxa europea de gestors de xarxes de transport d'electricitat

Fig.1 Països membres

La Xarxa europea de gestors de xarxes de transport d'electricitat (acrònim ENTSO-E : European Network of Transmission System Operators for Electricity) és l'associació europea dels gestors de transport d'electricitat composta de 42 organismes de 35 països. L'ENTSO-E va ser establerta el 2009.
 Membres: 
| País                 | Operador del sistema de transmissió                   |
| -------------------- | ----------------------------------------------------- |
| Alemanya             | TransnetBW, Tennet TSO, Amprion, 50Hertz Transmission |
| Àustria              | TIWAG Netz, Verbund - Austrian Power Grid, VKW-Netz   |
| Bèlgica              | Elia System Operator                                  |
| Bòsnia i Hercegovina | ISO BiH                                               |
| Búlgaria             | Electroenergien Sistemen Operator EAD                 |
| Croàcia              | HEP-OPS                                               |
| Xipre                | Cyprus TSO                                            |
| República Txeca      | ČEPS                                                  |
| Dinamarca            | Energinet.dk                                          |
| Estònia              | Elering                                               |
| Finlàndia            | Fingrid                                               |
| França               | RTE                                                   |
| Grècia               | HTSO                                                  |
| Hongria              | MAVIR                                                 |
| Islàndia             | Landsnet                                              |
| Irlanda              | EirGrid                                               |
| Itàlia               | Terna                                                 |
| Letònia              | Augstsprieguma tïkls                                  |
| Lituània             | LITGRID                                               |
| Luxemburg            | Creos Luxembourg                                      |
| Macedònia del Nord   | MEPSO                                                 |
| Montenegro           | AD Prenos                                             |
| Països Baixos        | TenneT                                                |
| Noruega              | Statnett                                              |
| Polònia              | PSE-Operator                                          |
| Portugal             | REN                                                   |
| Rumania              | Transelectrica                                        |
| Sèrbia               | JP Elektromreža Srbije                                |
| República Eslovaca   | SEPS                                                  |
| Eslovènia            | ELES                                                  |
| Espanya              | Red Eléctrica de España                               |
| Suècia               | Svenska kraftnät                                      |
| Suïssa               | swissgrid                                             |
| Regne Unit           | National Grid, SONI, SSE, SPTransmission              |